# Барбарикум
Барбарикум (Barbaricum) е името на граничната територия на Римската империя от другата страна на лимеса в Средна и Югоизточна Европа.
Съществува от времето на Римската империя до късната античност. Това е по-късното римско име на провинцията Магна Германия.
Обхваща територията, където живеят „варварите“. Източната граница е река Елба. Като варвари се определят не само живеещите там най-вече германи, а и навлезлите там други племена като алани, хуни и от 6 век славянски племена.